# Estação Ferroviária de Rio de Mouro
A estação ferroviária de Rio de Mouro, igualmente denominada de Rinchoa - Rio de Mouro (nome anteriormente grafado "Rinchôa"), é uma gare de caminhos de ferro da Linha de Sintra, que serve a localidade de Rio de Mouro, no concelho de Sintra, em Portugal.

## Descrição

### Localização e acessos
Esta estação situa-se entre a Calçada da Rinchoa e a Rua Oscar Monteiro Torres, na freguesia de Rio de Mouro, no município de Sintra, servindo as zonas de Rio de Mouro e da Rinchoa.

### Serviços
Esta estação é servida por comboios de passageiros da CP: urbanos (Linha de Sintra).

## História

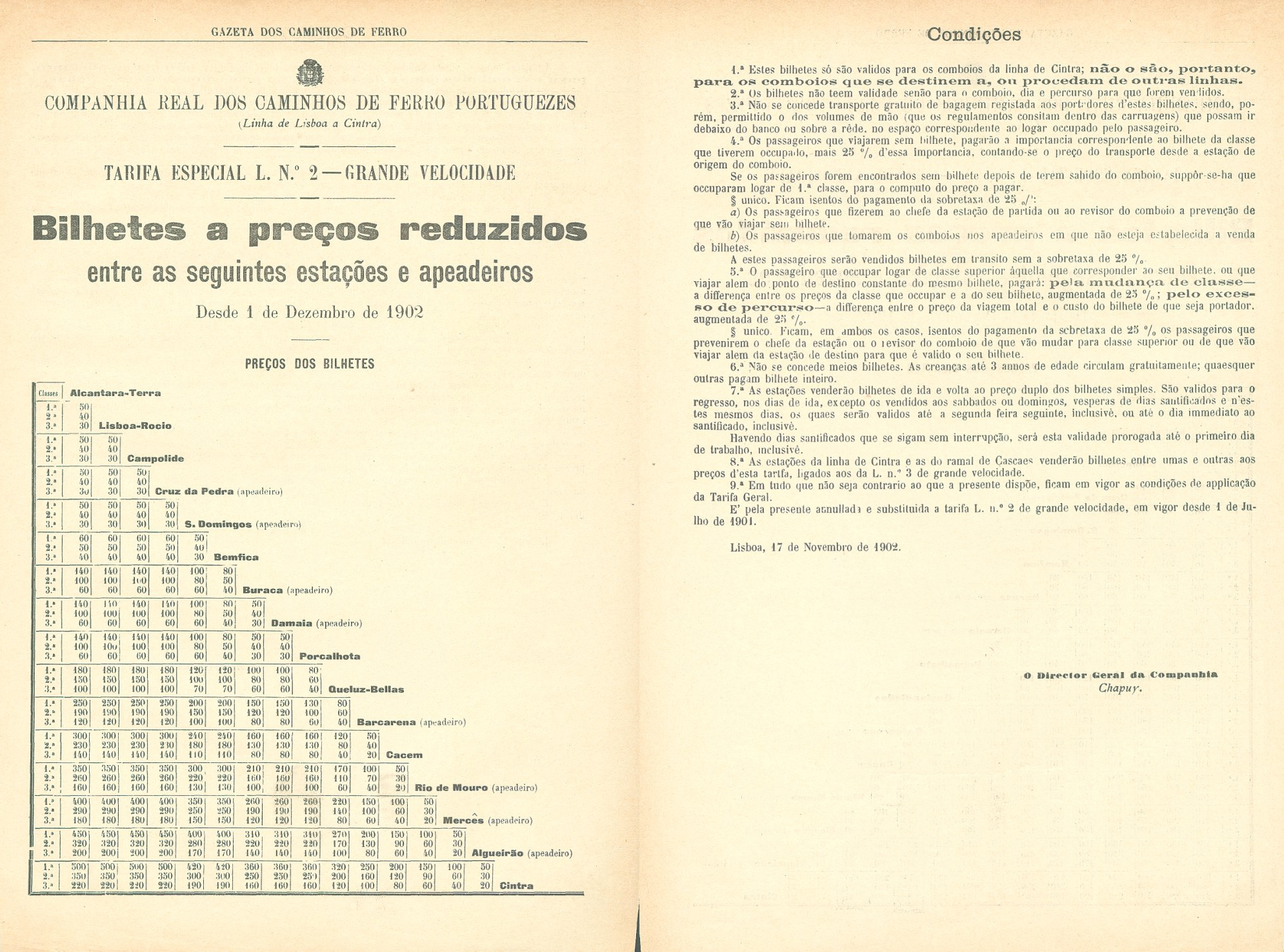
Anúncio de 1902 da Companhia Real, onde Rio de Mouro aparece como apeadeiro

Esta estação insere-se no troço entre Alcântara-Terra e Sintra, que entrou ao serviço no dia 2 de Abril de 1887.
Em 1934, a Companhia dos Caminhos de Ferro Portugueses realizou obras de reparação nesta estação. O edifício de passageiros situava-se do lado sul da via (lado esquerdo do sentido ascendente, para Sintra).

Na década de 1990, iniciou-se um projecto de modernização da Linha de Sintra, onde se englobava a reconstrução de várias gares, incluindo Rio de Mouro, que devia estar concluída nos inícios do século XXI. Em 2002, foi inaugurada a nova estação de Rio de Mouro.